# Slunatec nádherný
Slunatec nádherný (Eurypyga helias) je pták z řádu slunatců. Je také jediným představitelem čeledi slunatcovitých (Eurypygidae) a rodu Eurypyga. Obývá vlhké lesy v blízkosti vodních toků na velkém území Jižní Ameriky, v rozmezí od Guatemaly po Brazílii. Vystupuje přitom až po nadmořskou výšku 909 m. Zřejmě se vyskytuje také na území jižního Mexika, v poslední době však odsud nepochází žádné záznamy o pozorování tohoto druhu.

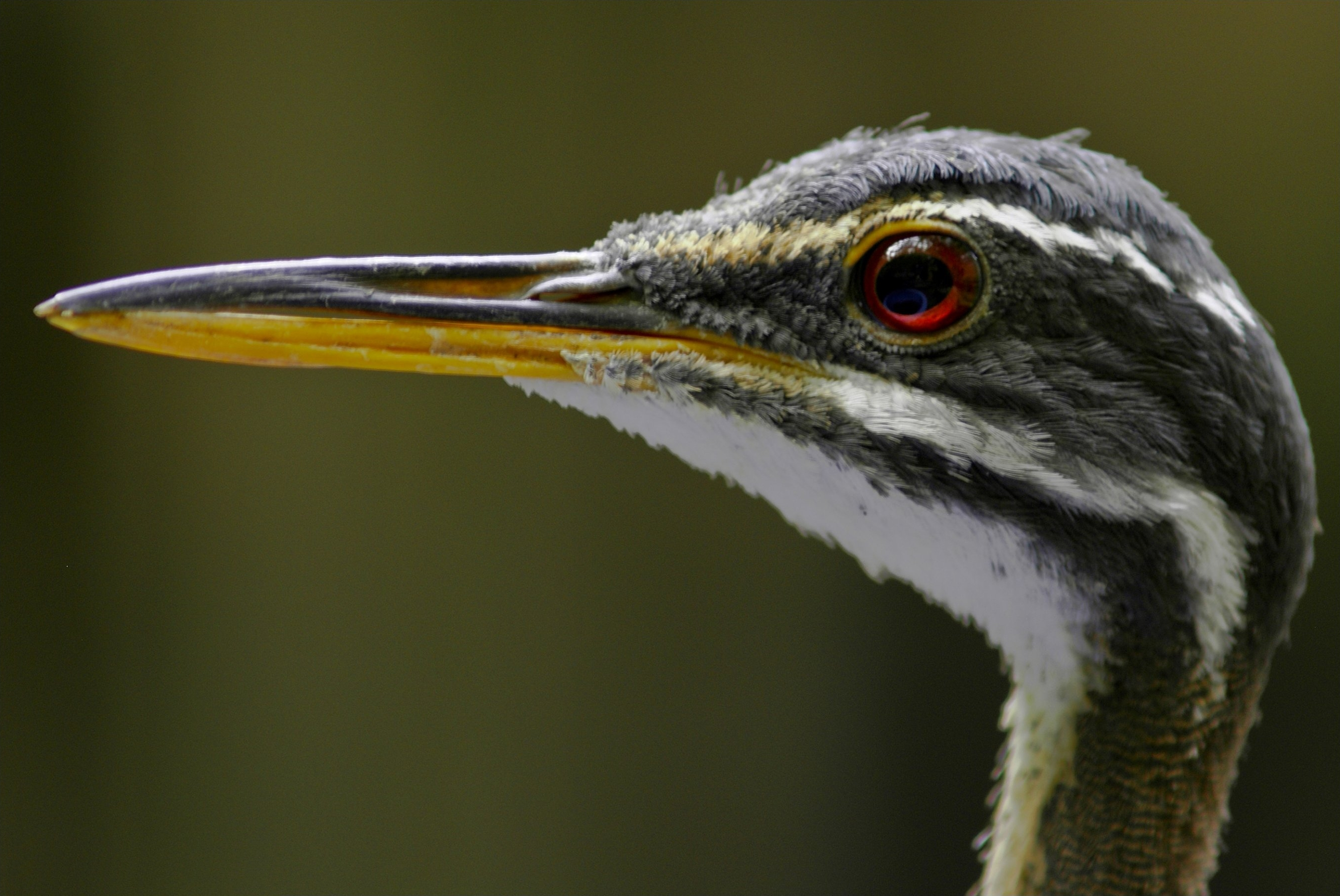
Detailní pohled na hlavu slunatce

Slunatec nádherný dorůstá 43–48 cm a jeho hmotnost se pohybuje mezi 175–225 g. Je vcelku nenápadně zbarvený s jemnými černými, šedými a hnědými pruhy. Vrchní strana jeho křídel je však velmi výrazná s červeným, černým a žlutým zbarvením. Účel takto křiklavého zbarvení je odlákat případného predátora, ale svou významnou roli má i při námluvách.
Živí se zejména rybami a malými obratlovci, při číhání na kořist přitom využívá taktiky podobné jako u volavek. Na stromech buduje hnízdo z bahna, travin a listů, do kterého samice následně klade 2 skvrnitá vejce. Mláďata hnízdo opouští po 3–4 týdnech.
V zoologických zahradách není tento zajímavý, ale skrytě žijící pták chován příliš často, v Česku ho chová pouze Zoo Zlín a Zoo Praha (od října 2020).
Amazonští indiáni kmene Kofán slunatce chovají ve svých chýších, kde chytá šváby a jiný hmyz. Jiné kmeny vyrábí z jeho kostí amulety sloužící jako milostné kouzlo.